# بو بيرسون
بو بيرسون (بالسويدية: Bo Persson)‏ هو لاعب تنس الطاولة سويدي، ولد في 1948 في Hörby ‏ في السويد.